# Alphonse Areola
Alphonse Francis Areola (n. 27 februarie 1993, Paris, Franța) este un fotbalist francez, care joacă pe post de portar la West Ham în Premier League. Pe plan internațional, are prezențe la națională pentru Franța U16⁠(d), Franța U17⁠(d), Franța U18⁠(d), Franța U19⁠(d), Franța U20⁠(d), Franța U21⁠(d) și Franța.

## Statistici de carieră

### Club
| Club                    | Sezon         | LDivizie      | LDivizie | LDivizie | Cupă     | Cupă   | Ligă     | Ligă   | Continental | Continental | Apariții în Trophée des Champions | Apariții în Trophée des Champions | Total    | Total  |  |
| Club                    | Sezon         | Diviziune     | Apariții | Goluri   | Apariții | Goluri | Apariții | Goluri | Apariții    | Goluri      | Apariții                          | Goluri                            | Apariții | Goluri |  |
| ----------------------- | ------------- | ------------- | -------- | -------- | -------- | ------ | -------- | ------ | ----------- | ----------- | --------------------------------- | --------------------------------- | -------- | ------ |  |
| Paris Saint-Germain     | 2012–13       | Ligue 1       | 2        | 0        | 0        | 0      | 0        | 0      | 0           | 0           | —                                 | —                                 | 2        | 0      |  |
| Paris Saint-Germain     | 2016–17       | Ligue 1       | 15       | 0        | 5        | 0      | 1        | 0      | 6           | 0           | 0                                 | 0                                 | 27       | 0      |  |
| Paris Saint-Germain     | 2017–18       | Ligue 1       | 34       | 0        | 0        | 0      | 0        | 0      | 8           | 0           | 1                                 | 0                                 | 43       | 0      |  |
| Paris Saint-Germain     | 2018–19       | Ligue 1       | 21       | 0        | 5        | 0      | 2        | 0      | 3           | 0           | 0                                 | 0                                 | 31       | 0      |  |
| Paris Saint-Germain     | 2019–20       | Ligue1        | 2        | 0        | 0        | 0      | 0        | 0      | 0           | 0           | 1                                 | 0                                 | 3        | 0      |  |
| Paris Saint-Germain     | Total         | Total         | 74       | 0        | 10       | 0      | 3        | 0      | 17          | 0           | 2                                 | 0                                 | 106      | 0      |  |
| Lens (împrumutat)       | 2013–14       | Ligue 2       | 35       | 0        | 1        | 0      | 0        | 0      | —           | —           | —                                 | —                                 | 36       | 0      |  |
| Bastia (împrumutat)     | 2014–15       | Ligue 1       | 35       | 0        | 1        | 0      | 3        | 0      | —           | —           | —                                 | —                                 | 39       | 0      |  |
| Villarreal (împrumutat) | 2015–16       | La Liga       | 32       | 0        | 0        | 0      | —        | —      | 5           | 0           | —                                 | —                                 | 37       | 0      |  |
| Total carieră           | Total carieră | Total carieră | 174      | 0        | 12       | 0      | 6        | 0      | 22          | 0           | 2                                 | 0                                 | 216      | 0      |  |

### Internațional
| Franța | Franța   | Franța | Franța |
| An     | Apariții | Goluri |        |
| ------ | -------- | ------ | ------ |
| 2018   | 2        | 0      |        |
| 2019   | 1        | 0      |        |
| Total  | 3        | 0      |        |

## Palmares

### Paris Saint-Germain
- Ligue 1: 2012-13, 2017-2018, 2018-2019
- Coupe de France: 2017-18, 2018-19
- Coupe de la Ligue: 2016-17, 2017-18
- Trophée des Champions: 2016, 2017, 2018

### Franța U20
- Campionatul Mondial de Fotbal sub 20: 2013

### Franța
- Campionatul Mondial de Fotbal: 2018

## Legături externe
- Villarreal official profile Arhivat în 20 iulie 2017, la Wayback Machine. es
- PSG official profile
- Profilul lui Alphonse Areola pe Soccerway
- Alphonse Areola – pe site-ul UEFA
- Alphonse Areola pe site-ul FIFA (arhivat)